# Château de La Rochette (Charente)
Pour les articles homonymes, voir Château de la Rochette.
Le château de La Rochette, est situé près de l'église, au centre du bourg de La Rochette, en Charente.

## Historique
Ce fief des Rousseau ou Rousselet de La Rochette est passé aux Tizon d'Argence au XIVe siècle. Son dernier propriétaire privé le vend à la commune en 1946 qui rasa les communs, transforma le logis en mairie et l'étage en salle de bal sous verrière.

## Architecture
Le château de La Rochette, a été construit à la fin du XVIe siècle remanié en 1617, puis au  XVIIIe siècle. 
Le logis carré possède à ses quatre angles des tourelles à culot coiffées de toits en poivrière. Les ouvertures datent pour certaines de la construction du logis au XVIe siècle, d'autres du XVIIIe siècle.
Les toitures ont été arasées, le second étage décapité et l'ensemble est très modifié. Restent la cuisine voutée et la porte d'entrée de la chapelle située en entresol, disparue.
Le château a été inscrit  monument historique par arrêté du 3 juillet 1992, excepté les toitures, la verrière et l'escalier extérieur.